# Bufo pentoni
Bufo pentoni és una espècie d'amfibi que viu a Burkina Faso, Camerun, Djibouti, Eritrea, Gàmbia, Ghana, Guinea, Mali, Mauritània, Níger, Nigèria, Senegal, el Sudan i, possiblement també, Benín, la República Centreafricana, el Txad, Costa d'Ivori, Etiòpia, Somàlia i Togo.
Està amenaçada d'extinció per la pèrdua del seu hàbitat natural.